# Winterhulp België
Winterhulp België was een hulpverlenende organisatie tijdens de Tweede Wereldoorlog in België.

## Historiek
Winterhulp België bestond uit een samenbundeling van de werkzaamheden van het Rode Kruis van België, het Vlaams Kruis, het Nationaal Werk voor Kinderwelzijn en het Nationaal Werk voor Oud-strijders en Oorlogsinvaliden. Het college van secretarissen-generaal trad op als stichter.
De voorzitter van Winterhulp-België was oud-minister Paul Heymans, voorzitter van de Nationale Maatschappij voor Krediet aan de Nijverheid, de ondervoorzitters waren de voorzitters van het Rode Kruis en het Vlaams Kruis, de leden van het Centraal Comité waren vertegenwoordigers van het Nationaal Werk voor Kinderwelzijn en het Nationaal Werk voor Oud-strijders en Oorlogsinvaliden. De broer van Paul Heymans, Nobelprijswinnaar Corneel Heymans werd voorzitter van de medische afdeling.
Een aantal Belgische prominenten, onder wie kardinaal Jozef Van Roey en de Belgische bisschoppen, waren er beschermende leden van. Koning Leopold III en de kardinaal stortten ruime bijdragen.
De hulpacties van Winterhulp-België stonden onder toezicht en bescherming van het Internationale Rode Kruis in Genève. De naam werd gekozen naar analogie met het Zwitserse ‘Winterhilfe - Secours d'Hiver’. Dit was echter ook bijna dezelfde naam van een gelijkaardige organisatie in Duitsland, Winterhilfswerk des Deutschen Volkes, zodat dit onvermijdelijk argwaan wekte bij al wie tegenstander was van de Nieuwe Orde en van terminologie die er naar verwees.
De hulpmiddelen waarover Winterhulp-België kon beschikken, kwamen van financiële steun van de bevolking, van het bedrijfsleven en van de Koloniale Loterij. Er kwam ook hulp uit Zwitserland, dankzij de zendingen van het Internationale Rode Kruis, en uit Portugal, vanwege het Belgisch Hulpcomité dat in Lissabon was gevestigd. De aankopen die in het buitenland gedaan konden worden, werden door de Regering-Pierlot V in Londen betaald. 
Tijdens de eerste oorlogswinter was Winterhulp reeds actief, nadat ze op 29 oktober 1940 door een besluit van de secretarissen-generaal officieel was opgericht.  
Winterhulp België richtte zich op hulp aan zieken, zwangere vrouwen, kinderen en minderbedeelden en zette zich in om de schadelijke gevolgen van de oorlog en de bezetting voor de volksgezondheid tot een minimum te beperken. De organisatie verstrekte voornamelijk versterkende middelen zoals soep, melk, vitaminen, kledingstukken en kolen. Af en toe werd in alle scholen een bedeling gedaan van een voedzame versnapering die niet meer in de handel te vinden was, zoals een sinaasappel, een banaan, een reep chocolade, een bolletje marsepein of een dragee met levertraan.
Een gunstig gevolg was dat gedurende de vier oorlogsjaren de gemiddelde kindersterfte in België lager lag dan vóór de oorlog en ook lager dan gedurende het eerste jaar na de oorlog.

## De bezetter en Winterhulp
Het is duidelijk dat Winterhulp niet tot stand kon komen zonder de goedkeuring van de Duitse bezetter, zo niet zelfs op zijn initiatief. Hij wist immers dat hij als bezettende macht de ravitaillering van het land niet kon verzekeren en, om dit gedeeltelijk te verbergen, werd beroep gedaan op de hulpverlening.
In de ogen van de Militärverwaltung moest Winterhulp volledig aan de Duitsers ondergeschikt zijn en los staan van de traditionele organisaties die Belgische banden hadden met het kerkelijke of sociale establishment. Die ondergeschiktheid lukte echter nauwelijks, zeker niet op het lokale vlak waar de comités van Winterhulp bevolkt werden door leden die zich zeer afzijdig hielden van collaboratie en waar de activiteiten, onder de naam van Winterhulp, meestal door plaatselijke afdelingen van het Rode Kruis of andere instellingen werden georganiseerd, terwijl zeer veel concrete dienstverlening door christelijke organisaties werd uitgevoerd. De collaborateurs uitten trouwens hun ongenoegen over het feit dat ze geweerd werden in de organisatie. De leiding was van hoog tot laag in handen van leden die behoorden tot het gevestigde nationale of lokale establishment. Anderzijds was werken voor Winterhulp vaak een dekmantel voor verzetslui.
Naarmate de oorlog vorderde, distantieerde Winterhulp zich nog méér van de Militärverwaltung en werd ze door de bevolking in grote mate aangevoeld als een eigen, Belgisch organisme. De door de Militärverwaltung beoogde propaganda die aan de Duitsers moest ten goede komen, bleef dan ook achterwege. Hierin onderscheidde de organisatie zich van Winterhulp Nederland die hopeloos verstrikt raakte in de collaboratie.
Niettemin waren de (al dan niet vermeende) banden van Winterhulp België met de Militärverwaltung toch voldoende om aanvallen te motiveren in de clandestiene pers (Secours d'Hiver = Secours d'Hitler) en over Radio Londen. Dit veroorzaakte een vermindering van de giften, zodat de Schatkist aanzienlijker moest tussenkomen.
Ook al kon men Winterhulp weinig of niets verwijten, was de organisatie na de Bevrijding, in de toen heersende sfeer, verdacht. Zowel de oorsprong en de naam van de organisatie als de onvermijdelijke afspraken die met de bezetter waren onderhandeld in het kader van wat 'de politiek van het minste kwaad' heette, werden negatief beoordeeld. De verschillende hulpverleningsorganisaties hernamen hun vooroorlogse zelfstandigheid en 'Winterhulp' werd opgedoekt.